# FK Astana
Der FK Astana (kasachisch Астана Футбол клубы Astana Futbol Kluby; russisch Футбольный клуб Астана Futbolny Klub Astana), auch bekannt als FC Astana, ist ein kasachischer Fußballverein in Astana, der Hauptstadt des Landes.

## Geschichte

### Gründung und sportlicher Aufstieg (2009–2014)
| Saison | Platz | Tore  | Punkte |
| ------ | ----- | ----- | ------ |
| 2009   | 2     | 54:35 | 42     |
| 2010   | 5     | 34:24 | 46     |
| 2011   | 4     | 50:37 | 33     |
| 2012   | 4     | 41:28 | 50     |
| 2013   | 2     | 54:24 | 60     |

Der Fußballverein wurde 2009 aus der Fusion zweier Clubs aus Almaty (FK Megasport und FK Almaty) unter dem Namen FK Lokomotive Astana gegründet. Die Mannschaft erkämpfte unter der Leitung des russischen Cheftrainers Sergei Juran in ihrer ersten Saison den zweiten Platz. 2010 wurde der deutsche Holger Fach mit seinem Co-Trainer Sascha Franz als neuer Cheftrainer unter Vertrag genommen, der die Mannschaft zum vierten Rang in der Meisterschaft führte. Ebenfalls im Jahre 2010 wurde der erste Pokal gewonnen, als Schachtjor Qaraghandy in der hauptstädtischen Astana Arena im Finale mit 1:0 bezwungen wurde. Die UEFA verweigerte dem Klub jedoch die Lizenz für die Teilnahme an der Qualifikation zur UEFA Europa League 2011/12. Am 2. März 2011 wurde erstmals der kasachische Supercup gewonnen. Dabei wurde der Meister 2010 Tobyl Qostanai durch zwei Treffer von Igor Bugaiov mit 2:1 in der heimischen Astana Arena vor 4100 Zuschauern besiegt.
Am 20. Mai 2011 wurde der Zusatz Lokomotive aus dem Vereinsnamen gestrichen, um die internationalen Ambitionen des Vereins zu unterstreichen.
Mit dem erneuten Gewinn des nationalen Pokals 2012 qualifizierte sich FK Astana erstmals für einen europäischen Wettbewerb, schied in der UEFA Europa League 2013/14 allerdings in der ersten Qualifikationsrunde gegen Botew Plowdiw aus. Nach drei nacheinander überstandenen Qualifikationsrunden zur Europa League 2014/15, wobei der FC Pjunik Jerewan, Hapoel Tel Aviv und AIK Solna nacheinander bezwungen wurden, stand der Verein zum ersten Mal in der Play-off-Runde und verlor dort beide Partien gegen den FC Villarreal.

### Kasachischer Rekordmeister (2014–2019)
| Saison | Platz | Tore  | Punkte |
| ------ | ----- | ----- | ------ |
| 2014   | 1     | 63:26 | 45     |
| 2015   | 1     | 55:26 | 46     |
| 2016   | 1     | 47:21 | 73     |
| 2017   | 1     | 74:21 | 79     |
| 2018   | 1     | 66:22 | 77     |
| 2019   | 1     | 67:28 | 69     |

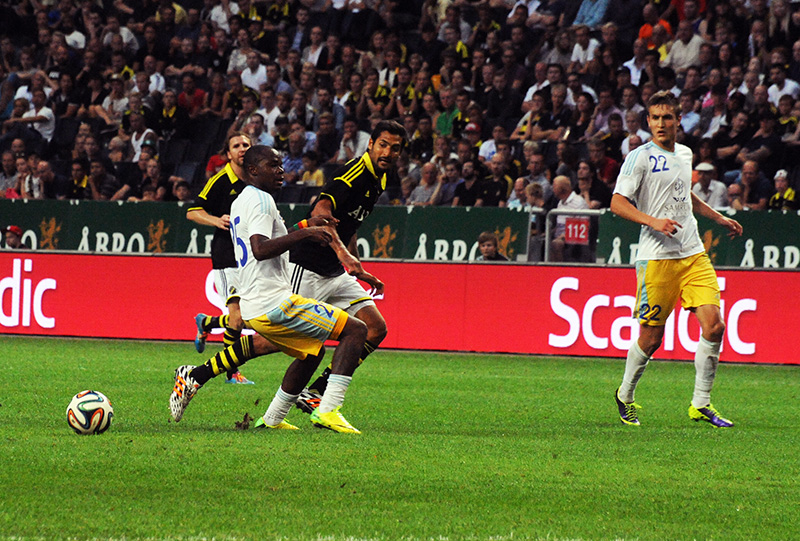
Spiel gegen AIK Solna in der Europa League

In der Saison 2014 wurde mit dem neu verpflichteten Cheftrainer Stanimir Stoilow zum ersten Mal der Meistertitel gewonnen. Unter der Leitung des Bulgaren sicherte sich die Mannschaft am vorletzten Spieltag den Meistertitel.
Damit qualifizierte sich der FK Astana für die Teilnahme an der Qualifikationsphase zur UEFA Champions League 2015/16. Der FKA begann in der zweiten Qualifikationsrunde und bezwang NK Maribor aus Slowenien. In der dritten Qualifikationsrunde gegen den finnischen Meister HJK Helsinki spielte der Club auswärts 0:0 und setzte sich anschließend im Heimspiel mit 4:3 durch. Im Hinspiel der folgenden Play-offs konnte das Team zu Hause mit 1:0 gegen APOEL Nikosia gewinnen, im Rückspiel lag die Mannschaft bis zur 84. Minute mit einem 0:1-Rückstand hinten, bevor Nemanja Maksimović zum 1:1-Ausgleich traf. Dadurch qualifizierte sich der FK Astana als erste Mannschaft aus Kasachstan für die Gruppenphase der Champions League.
Mit Benfica Lissabon, Atlético Madrid und Galatasaray Istanbul vervollständigte der FK Astana die Gruppe C des Wettbewerbs. Im ersten Gruppenspiel gegen Benfica Lissabon verlor Astana mit 0:2. Für Aufsehen sorgte das Team am 30. September 2015, als ihm ein 2:2-Unentschieden gegen den türkischen Meister Galatasaray Istanbul gelang. Damit konnte Astana nicht nur die ersten beiden Tore in der Champions-League-Geschichte, sondern auch den ersten Punktgewinn im laufenden Wettbewerb verbuchen. Es folgte eine 0:4-Niederlage gegen Atlético in Madrid und zwei weitere Unentschieden im heimischen Stadion. Zum Schluss holte man ein weiteres Remis auswärts bei Galatasaray heraus. Mit vier Unentschieden, zwei Niederlagen und einem Torverhältnis von 5:11 schied die Mannschaft nach sechs Spielen als Tabellenletzter aus dem Turnier aus. Trotzdem stellt dieses Abschneiden den bisher größten Erfolg auf internationaler Ebene des Vereines und auch überhaupt eines Vereines aus dem zentralasiatischen Land dar.
Noch vor Beginn der neuen Saison 2015 verpflichtete der Verein im Februar den Serben Nemanja Maksimović, der für eine Ablöse von rund zwei Millionen Euro von NK Domžale zum FK Astana wechselte, was ihn zum bis dahin teuersten Transfer in der kurzen Geschichte des Vereins machte. Die Vorrunde schloss die Mannschaft auf dem dritten Tabellenplatz, hinter dem FK Aqtöbe und dem FK Qairat Almaty, ab. In der folgenden Meisterrunde gelang es Astana noch am letzten Spieltag der Saison durch einen 1:0-Sieg gegen Aqtöbe den Meistertitel aus dem letzten Jahr mit nur einem Punkt Vorsprung auf den Tabellenzweiten zu verteidigen.
Durch den Meistertitel 2015 nahm der FK Astana an der Qualifikationsphase zur UEFA Champions League 2016/17 teil. In der zweiten Qualifikationsrunde wurde der FK Žalgiris Vilnius aus Litauen bezwungen. In der dritten Qualifikationsrunde beendete die Mannschaft das Hinspiel in Kasachstan gegen die favorisierten Schotten von Celtic Glasgow mit 1:1. Im Rückspiel musste sich der FK Astana mit 1:2 geschlagen geben. Dadurch wurde die erneute Teilnahme an der Gruppenphase der Champions League zwar verpasst, aber es gelang die erstmalige Qualifikation für die Gruppenphase der UEFA Europa League, da in den Play-offs der belarussische Vertreter BATE Baryssau überwunden wurde. Zu Beginn gab es eine 1:2-Niederlage gegen APOEL Nikosia, gefolgt von einer torlosen Partie gegen den BSC Young Boys. Dem griechischen Meister Olympiakos Piräus unterlag man im Hinspiel mit 1:4, in Astana gab es ein 1:1. Am fünften Spieltag konnte man mit einem 2:1 im Rückspiel gegen APOEL den ersten Sieg in einer Europacup-Gruppenphase einfahren. Jedoch unterlag man am letzten Spieltag den Young Boys mit 0:3 und wurde erneut Letzter. Am 26. Oktober 2016 sicherte sich der FK Astana einen Spieltag vor Schluss der Saison 2016 die dritte Meisterschaft nacheinander.
Auch das Jahr 2017 verlief sehr erfolgreich. Im November 2017 folgte der vierte Meistertitel in Folge. In der Qualifikation zu UEFA Champions League 2017/18 scheiterte man erneut an Celtic. Diesmal traf man sich in der Playoff-Runde, verlor dabei das Hinspiel mit 0:5 und siegte im Rückspiel zuhause immerhin mit 4:3. In der UEFA Europa League 2017/18 erreichte Astana jedoch einen weiteren Meilenstein, indem er als erster kasachischer Verein die K.o. Phase der Europa League erreichte, nachdem man in der Gruppenphase Zweiter geworden war. Im Sechzehntelfinale musste man sich jedoch Sporting Lissabon geschlagen geben. Dabei verspielte man innerhalb der ersten zehn Minuten der zweiten Spielhälfte eine 1:0-Halbzeitführung und unterlag mit 1:3. Das Rückspiel in Lissabon endete mit 3:3.
Am 1. März 2018 verließ Trainer Stoilow den Verein um den Trainerposten der kasachischen Fußballnationalmannschaft zu übernehmen. Unter den Trainern Roman Grigorchjuk und Grigori Babajan wurde 2018 der fünfte nationale Titel gewonnen. In der Qualifikation zur UEFA Champions League 2018/19 scheiterte man in der 3. Runde an Dinamo Zagreb. Man erreichte jedoch die Gruppenphase der UEFA Europa League 2018/19, nachdem man APOEL Nikosia im Elfmeterschießen bezwang. Als man die ersten vier Gruppenspiele ungeschlagen absolvierte, war der Aufstieg in die K.O.-Runde fast schon sicher. Jedoch verlor man noch die letzten beiden Spiele gegen die beiden späteren Aufsteiger Dynamo Kiew (0:1) sowie Stade Rennes (0:2) und wurde daher hinter dem FK Jablonec nur Dritter.
Im Herbst 2019 wurde die sechste nationale Meisterschaft in Folge gefeiert. Damit wurde Astana zum kasachischen Rekordmeister. Nachdem man in der 1. Qualifikationsrunde für die Champions League an CFR Cluj gescheitert war, qualifizierte man sich für die Gruppenphase der UEFA Europa League 2019/20. Die Kasachen verloren fünf der sechs Gruppenspiele, den einzigen Sieg konnte man hierbei mit einem 2:1 gegen Manchester United einfahren und damit einen großen Achtungserfolg feiern. Gegen die weiteren Gegner Partizan Belgrad und AZ Alkmaar ließ sich nichts machen, am Ende schied man mit 19 Gegentoren als Letzter aus.

### Die Zeit nach den Rekorden (seit 2020)
| Saison | Platz | Tore  | Punkte |
| ------ | ----- | ----- | ------ |
| 2020   | 3     | 32:21 | 36     |
| 2021   | 2     | 53:25 | 57     |
| 2022   | 1     | 65:24 | 53     |
| 2023   | 2     | 36:24 | 53     |

Zum 10-Jährigen Bestehen des Klubs enthüllte Astana am 18. Februar 2020 ein neues Logo. Die nationale Saison 2020 wurde aufgrund der COVID-19-Pandemie mehrfach unterbrochen. Ab dem 4. Spieltag wurde die Saison verkürzt und an einem Standort zu Ende gespielt. Nach vielen erfolgreichen Jahren wurde Astana Dritter in der Meisterschaft. In der Qualifikation zu europäischen Wettbewerben schied der Verein nach jeweils einem Spiel aus.
Durch den dritten Platz aus dem Vorjahr nahm Astana lediglich an der Qualifikation zur neuen UEFA Europa Conference League teil. In der zweiten Runde setzte man sich gegen Aris Thessaloniki durch, als man im Hinspiel 2:0 gewann und im Rückspiel nur 1:2 verlor. Anschließend unterlag man dem finnischen Vertreter Kuopion PS nach einem 1:1 im Hinspiel mit 3:4 im Rückspiel, wobei man eine 3:1-Führung verspielt hatte. Auf nationaler Ebene reichte es 2021 zur Vizemeisterschaft hinter Tobyl Qostanai. In der Qualifikation zur Europa Conference League unterlag man prompt Raków Częstochowa mit 0:6 im Gesamtergebnis.
2022 gewann Astana seine siebte Meisterschaft und qualifizierte sich in weiterer Folge erstmals für die Gruppenphase der Europa Conference League. Zuvor hatte man die Qualifikation zur Champions League bzw. zur Europa League verspielt. In einer Gruppe mit Viktoria Pilsen, Dinamo Zagreb und KF Ballkani belegte Astana Platz 3, was aber nicht zum Aufstieg in die K.O.-Runde reichte.
In der Saison 2023 wurde Astana erneut Zweiter und spielt damit ab der 2. Runde in der Qualifikation zur UEFA Conference League 2024/25 mit.

## Vereinswappen
Entwicklung des Vereinswappens seit der Gründung 2009:

Logo 2009–2011
Logo 2011–2012
Logo im Jahr 2013
Logo 2014–2020
Logo seit 2020

## Europapokalbilanz
| Saison  | Wettbewerb                    | Runde                  | Gegner                 | Gesamt          | Hin     | Rück          |
| ------- | ----------------------------- | ---------------------- | ---------------------- | --------------- | ------- | ------------- |
| 2013/14 | UEFA Europa League            | 1. Qualifikationsrunde | Botew Plowdiw          | 0:6             | 0:1 (H) | 0:5 (A)       |
| 2014/15 | UEFA Europa League            | 1. Qualifikationsrunde | FC Pjunik Jerewan      | 6:1             | 4:1 (A) | 2:0 (H)       |
| 2014/15 | UEFA Europa League            | 2. Qualifikationsrunde | Hapoel Tel Aviv        | 3:1             | 3:0 (H) | 00:1 (N) 1    |
| 2014/15 | UEFA Europa League            | 3. Qualifikationsrunde | AIK Solna              | 4:1             | 1:1 (H) | 3:0 (A)       |
| 2014/15 | UEFA Europa League            | Play-offs              | FC Villarreal          | 0:7             | 0:3 (H) | 0:4 (A)       |
| 2015/16 | UEFA Champions League         | 2. Qualifikationsrunde | NK Maribor             | 3:2             | 0:1 (A) | 3:1 (H)       |
| 2015/16 | UEFA Champions League         | 3. Qualifikationsrunde | HJK Helsinki           | 4:3             | 0:0 (A) | 4:3 (H)       |
| 2015/16 | UEFA Champions League         | Play-offs              | APOEL Nikosia          | 2:1             | 1:0 (H) | 1:1 (A)       |
| 2015/16 | UEFA Champions League         | Gruppenphase           | Benfica Lissabon       | 2:4             | 0:2 (A) | 2:2 (H)       |
| 2015/16 | UEFA Champions League         | Gruppenphase           | Galatasaray Istanbul   | 3:3             | 2:2 (H) | 1:1 (A)       |
| 2015/16 | UEFA Champions League         | Gruppenphase           | Atlético Madrid        | 0:4             | 0:4 (A) | 0:0 (H)       |
| 2016/17 | UEFA Champions League         | 2. Qualifikationsrunde | FK Žalgiris Vilnius    | 2:1             | 0:0 (A) | 2:1 (H)       |
| 2016/17 | UEFA Champions League         | 3. Qualifikationsrunde | Celtic Glasgow         | 2:3             | 1:1 (H) | 1:2 (A)       |
| 2016/17 | UEFA Europa League            | Play-offs              | BATE Baryssau          | 4:2             | 2:0 (H) | 2:2 (A)       |
| 2016/17 | UEFA Europa League            | Gruppenphase           | APOEL Nikosia          | 3:3             | 1:2 (A) | 2:1 (H)       |
| 2016/17 | UEFA Europa League            | Gruppenphase           | BSC Young Boys         | 0:3             | 0:0 (H) | 0:3 (A)       |
| 2016/17 | UEFA Europa League            | Gruppenphase           | Olympiakos Piräus      | 2:5             | 1:4 (A) | 1:1 (H)       |
| 2017/18 | UEFA Champions League         | 2. Qualifikationsrunde | FK Spartaks Jūrmala    | 2:1             | 1:0 (A) | 1:1 (H)       |
| 2017/18 | UEFA Champions League         | 3. Qualifikationsrunde | Legia Warschau         | 3:2             | 3:1 (H) | 0:1 (A)       |
| 2017/18 | UEFA Champions League         | Play-offs              | Celtic Glasgow         | 4:8             | 0:5 (A) | 4:3 (H)       |
| 2017/18 | UEFA Europa League            | Gruppenphase           | FC Villarreal          | 3:6             | 1:3 (A) | 2:3 (H)       |
| 2017/18 | UEFA Europa League            | Gruppenphase           | Slavia Prag            | 2:1             | 1:1 (H) | 1:0 (A)       |
| 2017/18 | UEFA Europa League            | Gruppenphase           | Maccabi Tel Aviv       | 5:0             | 4:0 (H) | 1:0 (A)       |
| 2017/18 | UEFA Europa League            | Sechzehntelfinale      | Sporting Lissabon      | 4:6             | 1:3 (H) | 3:3 (A)       |
| 2018/19 | UEFA Champions League         | 1. Qualifikationsrunde | FK Sutjeska Nikšić     | 3:0             | 1:0 (H) | 2:0 (A)       |
| 2018/19 | UEFA Champions League         | 2. Qualifikationsrunde | FC Midtjylland         | 2:1             | 2:1 (H) | 0:0 (A)       |
| 2018/19 | UEFA Champions League         | 3. Qualifikationsrunde | Dinamo Zagreb          | 0:3             | 0:2 (H) | 0:1 (A)       |
| 2018/19 | UEFA Europa League            | Play-offs              | APOEL Nikosia          | 1:1 (2:1 i. E.) | 0:1 (A) | 1:0 (H)       |
| 2018/19 | UEFA Europa League            | Gruppenphase           | Dynamo Kiew            | 2:3             | 2:2 (A) | 0:1 (H)       |
| 2018/19 | UEFA Europa League            | Gruppenphase           | Stade Rennes           | 2:2             | 2:0 (H) | 0:2 (A)       |
| 2018/19 | UEFA Europa League            | Gruppenphase           | FK Jablonec            | 3:2             | 1:1 (A) | 2:1 (H)       |
| 2019/20 | UEFA Champions League         | 1. Qualifikationsrunde | CFR Cluj               | 2:3             | 1:0 (H) | 1:3 (A)       |
| 2019/20 | UEFA Europa League            | 2. Qualifikationsrunde | FC Santa Coloma        | 4:1             | 0:0 (A) | 4:1 (H)       |
| 2019/20 | UEFA Europa League            | 3. Qualifikationsrunde | FC Valletta            | 9:1             | 5:1 (H) | 4:0 (A)       |
| 2019/20 | UEFA Europa League            | Play-offs              | BATE Baryssau          | 3:2             | 3:0 (H) | 0:2 (A)       |
| 2019/20 | UEFA Europa League            | Gruppenphase           | Manchester United      | 2:2             | 0:1 (A) | 2:1 (H)       |
| 2019/20 | UEFA Europa League            | Gruppenphase           | FK Partizan Belgrad    | 2:6             | 1:2 (H) | 1:4 (A)       |
| 2019/20 | UEFA Europa League            | Gruppenphase           | AZ Alkmaar             | 0:11            | 0:6 (A) | 0:5 (H)       |
| 2020/21 | UEFA Champions League         | 1. Qualifikationsrunde | FK Dinamo Brest        | 3:6             | 3:6 (A) | 3:6 (A)       |
| 2020/21 | UEFA Europa League            | 2. Qualifikationsrunde | FK Budućnost Podgorica | 0:1             | 0:1 (H) | 0:1 (H)       |
| 2021/22 | UEFA Europa Conference League | 2. Qualifikationsrunde | Aris Thessaloniki      | 3:2             | 2:0 (H) | 1:2 n. V. (A) |
| 2021/22 | UEFA Europa Conference League | 3. Qualifikationsrunde | Kuopion PS             | 4:5             | 1:1 (A) | 3:4 (H)       |
| 2022/23 | UEFA Europa Conference League | 2. Qualifikationsrunde | Raków Częstochowa      | 0:6             | 0:5 (A) | 0:1 (H)       |
| 2023/24 | UEFA Champions League         | 1. Qualifikationsrunde | FC Dinamo Tiflis       | 3:2             | 1:1 (H) | 2:1 (A)       |
| 2023/24 | UEFA Champions League         | 2. Qualifikationsrunde | Dinamo Zagreb          | 0:6             | 0:4 (A) | 0:2 (H)       |
| 2023/24 | UEFA Europa League            | 3. Qualifikationsrunde | Ludogorez Rasgrad      | 3:6             | 2:1 (H) | 1:5 (A)       |
| 2023/24 | UEFA Europa Conference League | Play-offs              | FK Partizani Tirana    | 2:1             | 1:0 (H) | 1:1 (A)       |
| 2023/24 | UEFA Europa Conference League | Gruppenphase           | Dinamo Zagreb          | 1:7             | 1:5 (A) | 0:2 (H)       |
| 2023/24 | UEFA Europa Conference League | Gruppenphase           | Viktoria Pilsen        | 1:5             | 1:2 (H) | 0:3 (A)       |
| 2023/24 | UEFA Europa Conference League | Gruppenphase           | KF Ballkani            | 2:1             | 2:1 (A) | 0:0 (H)       |
| 2024/25 | UEFA Conference League        | 2. Qualifikationsrunde | FC Milsami             | 2:1             | 1:1 (A) | 1:0 (H)       |
| 2024/25 | UEFA Conference League        | 3. Qualifikationsrunde | Corvinul Hunedoara     | 8:2             | 2:1 (A) | 6:1 (H)       |
| 2024/25 | UEFA Conference League        | Play-offs              | Brann Bergen           | 3:2             | 0:2 (A) | 3:0 (H)       |
| 2024/25 | UEFA Conference League        | Ligaphase              | FK TSC                 | 1:0             | 1:0 (H) | 1:0 (H)       |
| 2024/25 | UEFA Conference League        | Ligaphase              | The New Saints FC      | 0:2             | 0:2 (A) | 0:2 (A)       |
| 2024/25 | UEFA Conference League        | Ligaphase              | Paphos FC              | 0:1             | 0:1 (A) | 0:1 (A)       |
| 2024/25 | UEFA Conference League        | Ligaphase              | Vitória Guimarães      | 1:1             | 1:1 (H) | 1:1 (H)       |
| 2024/25 | UEFA Conference League        | Ligaphase              | FC Chelsea             | 1:3             | 1:3 (H) | 1:3 (H)       |
| 2024/25 | UEFA Conference League        | Ligaphase              | APOEL Nikosia          | 1:1             | 1:1 (A) | 1:1 (A)       |
| 2025/26 | UEFA Conference League        | 2. Qualifikationsrunde | Zimbru Chișinău        | 3:1             | 1:1 (H) | 2:0 (A)       |
| 2025/26 | UEFA Conference League        | 3. Qualifikationsrunde | FC Lausanne-Sport      | 1:5             | 1:3 (A) | 0:2 (H)       |

Gesamtbilanz: 114 Spiele, 39 Siege, 27 Unentschieden, 48 Niederlagen, 141:179 Tore (Tordifferenz −38)

## Stadion
Der Verein trägt seine Heimspiele seit 2009 in der Astana Arena aus. Sie fasst insgesamt 30.000 Zuschauer.

## Erfolge und Statistiken

### Meisterschaftserfolge
- Meister: 2014, 2015, 2016, 2017, 2018, 2019, 2022
- Vizemeister: 2009, 2013, 2021
- 3. Platz: 2020

### Pokalerfolge
- Kasachischer Pokalsieger: 2010, 2012, 2016
- Kasachischer Supercupsieger: 2011, 2015, 2018, 2019, 2020, 2023

## Spieler

### Rekordtorschützen
Treffsicherster Angreifer in Diensten vom FK Astana ist Patrick Twumasi, der für den Verein 48 Tore erzielte.
| Platz | Name des Spielers    | Tore | Zeitraum        |
| 01.   | Patrick Twumasi      | 48   | 2013, 2014–2018 |
| 02.   | Tangat Nösserbajew   | 46   | 2011–2016       |
| 03.   | Marin Tomasov        | 39   | 2017–           |
| 04.   | Junior Kabananga     | 31   | 2015–2019       |
| 05.   | Foxi Kéthévoama      | 26   | 2012–2015       |
| 06.   | Roman Murtasajew     | 25   | 2017–2019, 2021 |
| 07.   | Igor Bugaiov         | 18   | 2010–2011       |
| 08.   | Alexei Schtschotkin  | 17   | 2015–2020       |
| 09.   | Sergei Ostapenko     | 16   | 2010, 2012–2014 |
| 09.   | Serikschan Muschikow | 16   | 2015–2019       |

Bemerkung: Gezählt wurden nur Ligatreffer. Tore in nationalen und internationalen Pokalwettbewerben wurden nicht mit einbezogen. Stand: Ende der Saison 2020.

### Rekordspieler
2017 stellte Nenad Erić mit 165 absolvierten Ligapartien für Astana den Rekord für die meisten Ligaspiele auf.
| Platz | Name des Spielers    | Einsätze | Zeitraum    |
| 01.   | Nenad Erić           | 222      | 2011–2020   |
| 02.   | Absal Beissebekow    | 206      | 2009, 2012– |
| 03.   | Dmitri Schomko       | 183      | 2014–2020   |
| 04.   | Tanat Nusserbajew    | 151      | 2011–2016   |
| 05.   | Jewgeni Postnikow    | 149      | 2014–2021   |
| 06.   | Marin Aničić         | 148      | 2014–2019   |
| 07.   | Marat Schachmetow    | 131      | 2009–2014   |
| 08.   | Patrick Twumasi      | 124      | 2013–2018   |
| 09.   | Foxi Kéthévoama      | 122      | 2012–2015   |
| 10.   | Serikschan Muschikow | 121      | 2014–2019   |

Bemerkung: Gezählt wurden nur Ligaspiele. Spiele in nationalen und internationalen Pokalwettbewerben wurden nicht mit einbezogen. Stand: Ende der Saison 2020.

### Ehemalige Spieler
| Kasachstan - Renat Abdulin (2009–2010) - Qairat Äschirbekow (2009) - Maxim Asowski (2010–2011) - Maqsat Baischanow (2009) - Sergei Chischnitschenko (2010) - Wjatscheslaw Erbes (2010) - Mark Gorman (2010–2011) - Sergei Gridin (2012) - Andrei Karpowitsch (2009, 2011) - Schambyl Kukejew (2009–2010) - Dawid Lorija (2009) - Muchtar Muchtarow (2012) - Maksim Samtschenko (2009–2010) - Maxim Schalmaghambetow (2011) - Dmitri Schomko (2011) - Nurbol Schumasqaliew (2011) - Murat Sujumaghambetow (2009) | GUS und ehemalige Sowjetunion - Warasdat Harojan (2021) - Igor Bugaiov (2010–2011) - Anatolie Doroș (2011) - Roman Gerus (2010) - Saurbek Plijew (2011) - Andrei Tichonow (2009) - Jegor Titow (2009) - Arslan Satubaldin (2010) - Maksim Shatskix (2009) - Renan Bressan (2014) - Ihar Schytau (2016–2018) | Europa - Marin Aničić (2014–2019) - Srđan Grahovac (2017) - Atanas Kurdow (2014–2015) - Rúnar Már Sigurjónsson (2019–2020) - Besart Abdurahimi (2016) - Bobi Božinovski (2010–2011) - Filip Ivanovski (2012–2013) - Vlade Lazarevski (2010) - Fatos Bećiraj (2021) - Dragan Bogavac (2011) - Žarko Tomašević (2019–2021) - Emil Dică (2012) - Dorin Rotariu (2019–2021) - Danilo Belić (2011–2012) - Đorđe Despotović (2016–2018) - Nemanja Maksimović (2015–2017) - Dušan Petronijević (2012) - Branko Ilič (2015) - László Kleinheisler (2017–2018) - Pieros Sotiriou (2020) | Afrika - Cícero Semedo (2013–2014) - Patrick Twumasi (2013, 2014–2018) - Guy Essame (2014) - Junior Kabananga (2015–2019) - Lukman Haruna (2016) - Patrick Ovie (2009) - Foxi Kéthévoama (2012–2015) Amerika - Roger Cañas (2014–2016) |

## Trainer
| - Sergei Juran (2009) - Holger Fach (2010–2011) - Oleh Protassow (2012) - Miroslav Beránek (2012–2013) | - Ioan Andone (2013) - Stanimir Stoilow (2014–2018) - Michal Bílek (2020) - Andrei Tichonow (2020–2021) |

## Ausrüster und Sponsoren
Der Hauptsponsor des Vereins ist der Staatsfonds Kasachstans Samruk-Kazyna. Ausrüster von FK Astana ist der deutsche Sportartikel-Hersteller Adidas.
| Zeitraum  | Ausrüster | Sponsor                 | Branche     |
| --------- | --------- | ----------------------- | ----------- |
| 2009–2013 | adidas    | Kasachstan Temir Scholy | Transport   |
| seit 2013 | adidas    | Samruk-Kazyna           | Staatsfonds |